# Harrie Hageman
Harrie Hageman (Tilburg, 3 juli 1943) is een Nederlands toneelregisseur, beeldend kunstenaar, vormgever en schrijver. Hij is bekend om zijn vernieuwende en experimentele benadering van theater. Tevens is Hageman de oprichter en artistiek en zakelijk leider van Stichting Wereld Premieres .  

## Loopbaan als regisseur en theatermaker
Hageman begon zijn carrière aan de Theaterschool Amsterdam, afdeling regie. In 1981 verliet hij voortijdig de opleiding, om vrijwel meteen eigen voorstellingen te produceren. Faraday (1981) was zijn eerste beeldende en muzikale solovoorstelling. Deze werd opgevolgd door een reeks van dertien performances onder de vlag van Stichting Wereld Premieres (1983-1986) . Bij elke voorstelling werkte hij samen met verschillende kunstenaars uit diverse disciplines, waaronder Peter Zegveld , Peter Klashorst, Pauline de Groot en Matthias de Koning .
Vanaf 1986 regisseerde Hageman diverse toneelstukken, waaronder een experimentele bewerking van William Shakespeares Hamlet (1989). Deze snel uitgevoerde Hamlet, gespeeld door acht net afgestudeerde acteurs en actrices, viel op door zijn vernieuwende aanpak en leverde Hageman landelijke erkenning op als experimenteel regisseur . 
Naast de regie, verzorgde Hageman ook alle vormgeving van zijn producties, waaronder affiches, decors en kostuums . Hageman werkte in coproducties samen met gezelschappen zoals Maatschappij Discordia, Stichting Orkater en Het Zuidelijk Toneel. Daarnaast was hij regelmatig actief als gastdocent aan o.a. de Amsterdamse Hogeschool voor de Kunsten en Fontys Hogeschool voor de Kunsten. 
Een deel van het archief van Harrie Hageman en zijn stichting Wereld Premieres is ondergebracht bij Bijzondere Collecties van de Universiteit van Amsterdam.  

## Overig werk
In 1998 ontwikkelde Hageman het FlexTheater, een mobiel en flexibel theater . Hier speelden onder andere de theatergezelschappen Maatschappij Discordia en Toneelspelersgezelschap STAN. 
Hageman schreef in 2011 de roman Speeltijd (2011), uitgegeven door Nieuw Amsterdam. Ook schreef hij enkele theaterstukken . 
Het Zwaartepunt van Nederland (1985), bij Putten, is een tastbaar resultaat van één van Hageman's Wereld Premieres dat nog altijd te bezoeken is. 
In 2005 maakte Hageman illustraties voor het populair wetenschappelijke boek Second Opinion. Wegwijzer voor patiënten , van zijn partner Dr. Herma Coumou, uitgegeven door uitgeverij Boom.